# Cabina de cristal
Una cabina de cristal (del inglés: glass cockpit) es una cabina de vuelo de aeronave dotada de pantallas de presentación de instrumentos electrónicos o analógico. Donde una cabina tradicional se basa en numerosos instrumentos de vuelo mecánicos para mostrar la información, una cabina de cristal utiliza varias pantallas controladas por sistemas de gestión de vuelo que pueden ser configuradas para mostrar la información de vuelo según se necesite. Mientras que una cabina tradicional se basa en numerosos medidores mecánicos (apodados "medidores de vapor") para mostrar información, una cabina de vidrio utiliza varias pantallas multifunción impulsadas por sistemas de gestión de vuelo, que se pueden ajustar para mostrar información de vuelo según sea necesario. Esto simplifica la operación y navegación de la aeronave y permite a los pilotos centrarse sólo en la información más pertinente. También son populares entre las compañías aéreas, ya que normalmente eliminan la necesidad de un ingeniero de vuelo , ahorrando costes. En los últimos años, la tecnología también está ampliamente disponible en aviones pequeños.

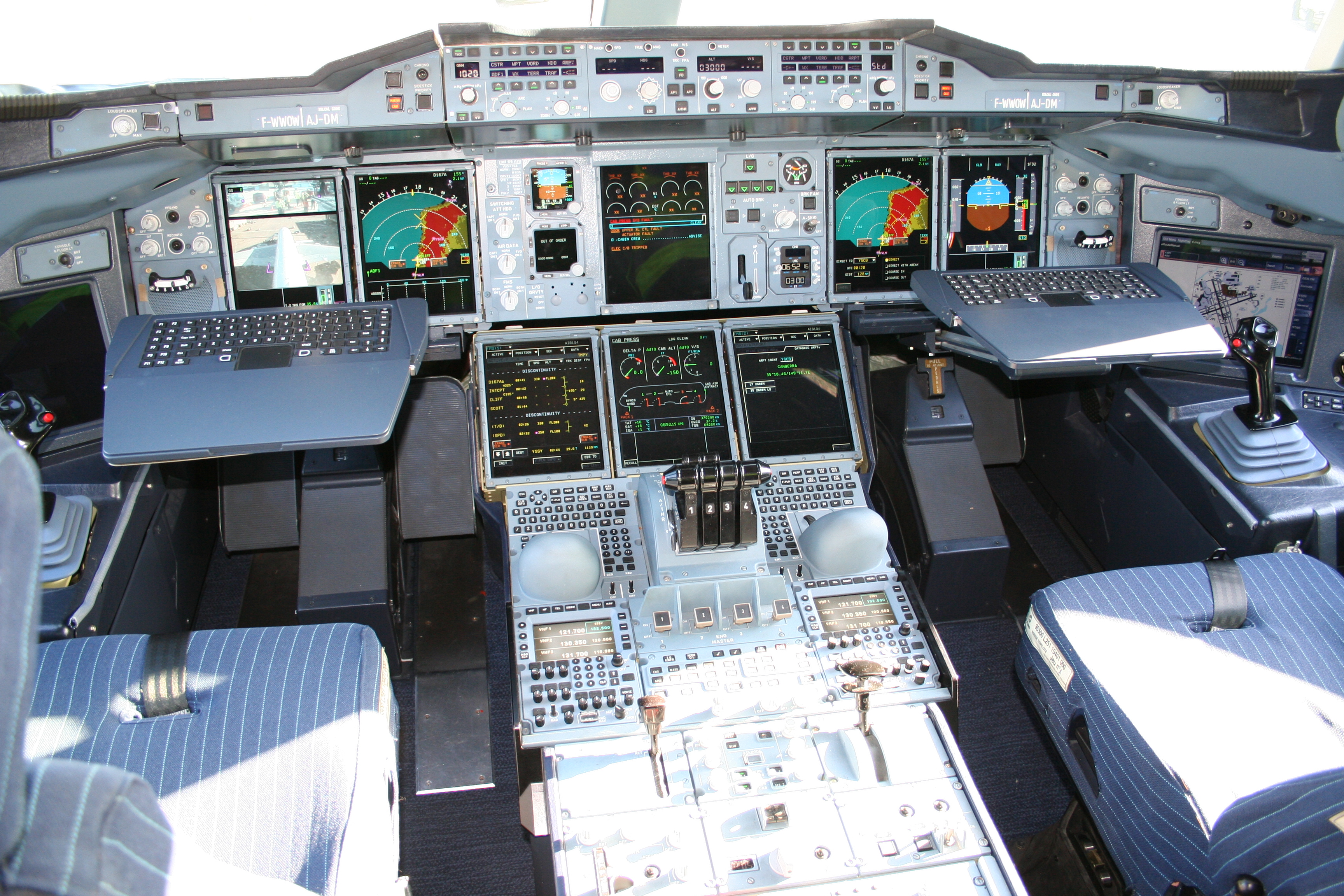
La cabina de cristal del Airbus A380 con "teclados extraíbles y dos amplias pantallas de ordenador a los lados para los pilotos"

A medida que las pantallas de los aviones se modernizaron, los sensores que las alimentan también se modernizaron. Los instrumentos de vuelo giroscópicos tradicionales han sido reemplazados por sistemas electrónicos de referencia de actitud y rumbo (AHRS) y computadoras de datos aéreos (ADC), lo que mejora la confiabilidad y reduce los costos de mantenimiento. Los receptores GPS suelen estar integrados en cabinas de cristal.
Las primeras cabinas de vidrio, que se encuentran en el McDonnell Douglas MD-80, Boeing 737 Classic, ATR 42, ATR 72 y en el Airbus A300-600 y A310, utilizaban sistemas electrónicos de instrumentos de vuelo (EFIS) para mostrar información de altitud y navegación únicamente, con los tradicionales Se conservan indicadores mecánicos para velocidad del aire, altitud, velocidad vertical y rendimiento del motor. Los Boeing 757 y 767-200/-300 introdujeron un sistema electrónico de indicación del motor y alerta a la tripulación (EICAS) para monitorear el rendimiento del motor manteniendo al mismo tiempo indicadores mecánicos de velocidad aerodinámica, altitud y velocidad vertical.
Las cabinas de vidrio posteriores, que se encuentran en los Boeing 737NG, 747-400, 767-400, Boeing 777, Airbus A320, más tarde Airbus, Ilyushin Il-96 y Tupolev Tu-204, han reemplazado completamente los indicadores mecánicos y las luces de advertencia en generaciones anteriores de aviones. Si bien los aviones equipados con cabinas de vidrio a lo largo de finales del siglo XX todavía conservaban altímetros analógicos , indicadores de altitud y velocidad del aire como instrumentos de reserva en caso de que fallaran las pantallas EFIS, las aeronaves más modernas han estado utilizando cada vez más instrumentos de reserva digitales, como el instrumento de reserva integrado.

## Historia
Las cabinas de vidrio se originaron en los aviones militares a finales de los años 1960 y principios de los 1970; Un ejemplo temprano es la aviónica Mark II del F-111D (ordenada por primera vez en 1967, entregada de 1970 a 1973), que presentaba una pantalla multifunción.
Antes de la década de 1970, las operaciones de transporte aéreo no se consideraban lo suficientemente exigentes como para requerir equipos avanzados como pantallas electrónicas de vuelo. Además, la tecnología informática no estaba a un nivel que permitiera disponer de dispositivos electrónicos suficientemente ligeros y potentes. La creciente complejidad de los aviones de transporte, la llegada de los sistemas digitales y la creciente congestión del tráfico aéreo alrededor de los aeropuertos comenzaron a cambiar eso.
El Boeing 2707 fue uno de los primeros aviones comerciales diseñados con una cabina de cristal. La mayoría de los instrumentos de la cabina todavía eran analógicos, pero se utilizaron pantallas de tubo de rayos catódicos (CRT) para el indicador de actitud y el indicador de situación horizontal (HSI). Sin embargo, el 2707 fue cancelado en 1971 después de dificultades técnicas insuperables y, finalmente, el fin de la financiación del proyecto por parte del gobierno de Estados Unidos.
El avión de transporte promedio a mediados de la década de 1970 tenía más de cien instrumentos y controles de cabina, y los instrumentos de vuelo primarios ya estaban llenos de indicadores, barras transversales y símbolos, y el creciente número de elementos de la cabina competían por el espacio de la cabina y la atención del piloto. Como resultado, la NASA llevó a cabo una investigación sobre pantallas que pudieran procesar el sistema de la aeronave en bruto y los datos de vuelo en una imagen integrada y fácilmente comprensible de la situación del vuelo, culminando en una serie de vuelos que demostraron un sistema de cabina de mando completamente de vidrio.
El éxito del trabajo de la NASA en la cabina de cristal se refleja en la total aceptación de las pantallas electrónicas de vuelo. La seguridad y la eficiencia de los vuelos han aumentado gracias a una mejor comprensión por parte del piloto de la situación de la aeronave en relación con su entorno (o "conciencia situacional").
A finales de la década de 1990, los paneles de pantalla de cristal líquido (LCD) eran cada vez más preferidos entre los fabricantes de aviones debido a su eficiencia, confiabilidad y legibilidad. Los paneles LCD anteriores tenían mala legibilidad en algunos ángulos de visión y tiempos de respuesta deficientes, lo que los hacía inadecuados para la aviación. Aviones modernos como el Boeing 737 Next Generation, 777, 717, 747-400ER, Boeing 747-8F 767-400ER, 747-8 y 787, familia Airbus A320 (versiones posteriores), A330 (versiones posteriores), A340-500/600, A340-300 (versiones posteriores), Los A380 y A350 están equipados con cabinas de cristal compuestas por unidades LCD.

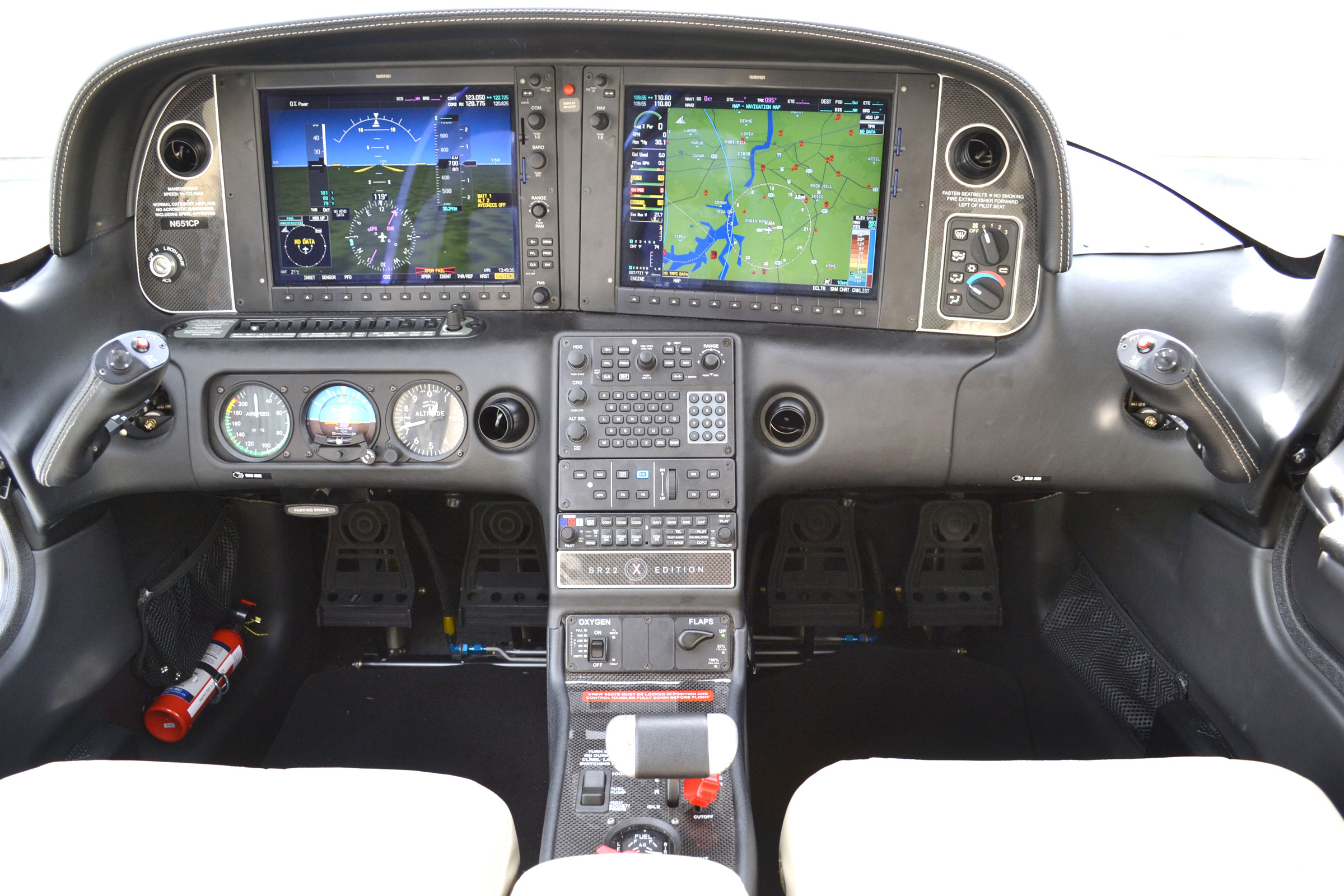
Cabina de cristal en un Cirrus SR22. Observe los tres instrumentos analógicos de reserva cerca de la parte inferior del panel de instrumentos principal.

La cabina de cristal se ha convertido en un equipamiento estándar en aviones de línea, jets de negocios y aviones militares. Se instaló en los orbitadores del transbordador espacial Atlantis, Transbordador espacial Columbia, Transbordador espacial Discovery y Endeavor de la NASA, y en la nave espacial rusa modelo Soyuz TMA que se lanzó por primera vez en 2002. A finales de siglo, las cabinas de vidrio comenzaron a aparecer también en los aviones de aviación general. En 2003, los SR20 y Cirrus SR22 de Cirrus Design se convirtieron en los primeros aviones ligeros equipados con cabinas de vidrio, que hicieron estándar en todos los aviones Cirrus. En 2005, incluso los aviones de entrenamiento básicos como el Piper Cherokee y el Cessna 172 se enviaban con cabinas de cristal como opciones (que casi todos los clientes elegían), así como muchos aviones utilitarios modernos como el Diamond DA42. El Lockheed Martin F-35 Lightning II cuenta con una pantalla táctil de "pantalla de cabina panorámica" que reemplaza la mayoría de los interruptores y palancas que se encuentran en la cabina de un avión. El Cirrus Vision SF50 civil tiene lo mismo, al que llaman cabina de cristal "Perspective Touch".

## Utilización

### Aviación comercial

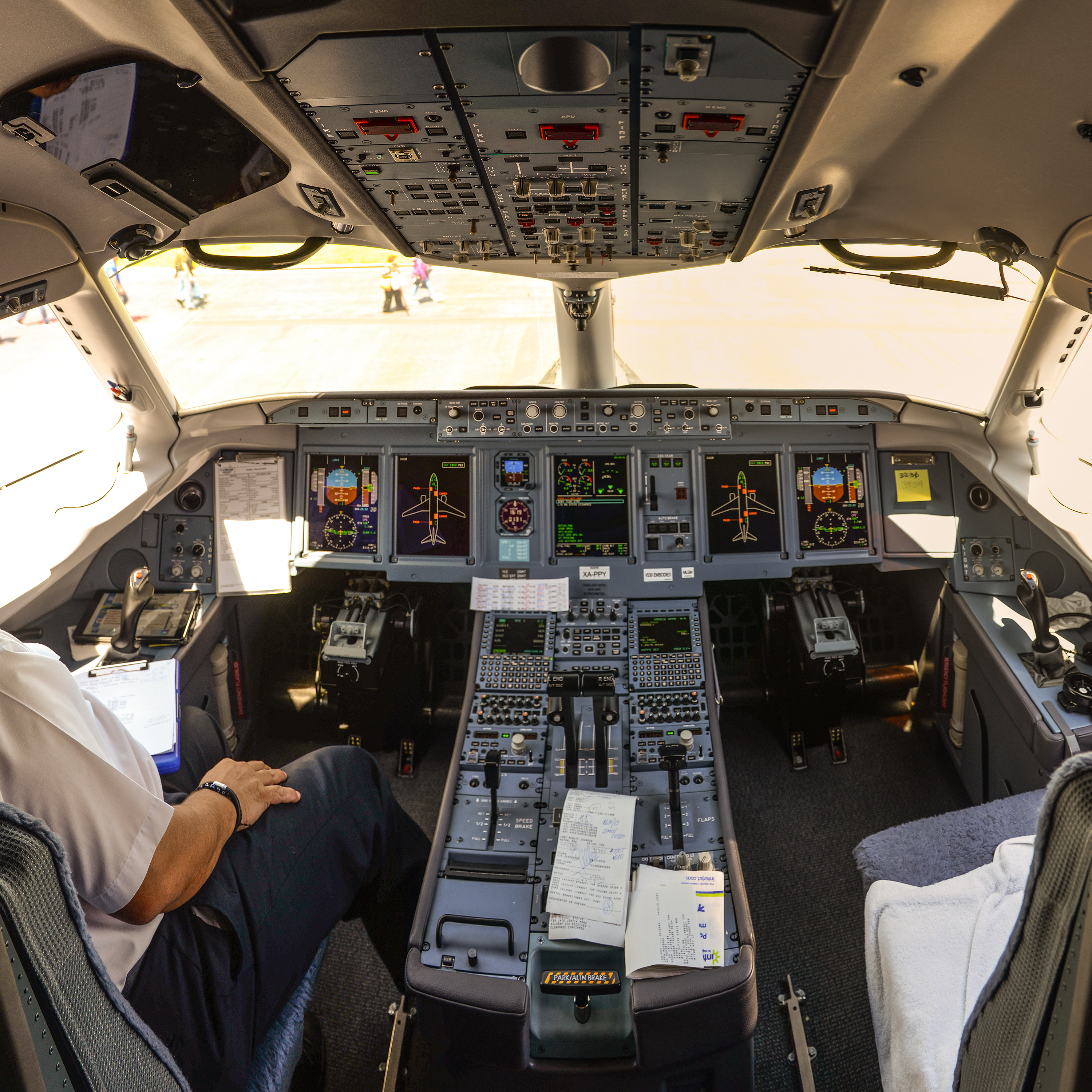
Cabina de vidrio de un Sukhoi Superjet 100.

A diferencia de la era anterior de las cabinas de vidrio, donde los diseñadores simplemente copiaban la apariencia de los instrumentos electromecánicos convencionales en tubos de rayos catódicos, las nuevas pantallas representan un verdadero cambio. Se ven y se comportan de manera muy similar a otras computadoras, con ventanas y datos que pueden manipularse con dispositivos de apuntar y hacer clic. También agregan terreno, cartas de aproximación, clima, visualizaciones verticales e imágenes de navegación en 3D.
Los conceptos mejorados permiten a los fabricantes de aviones personalizar las cabinas en mayor medida que antes. Todos los fabricantes involucrados han optado por hacerlo de una forma u otra, como usar una trackball, un pad para el pulgar o un joystick como dispositivo de entrada piloto en un entorno estilo computadora. Muchas de las modificaciones ofrecidas por los fabricantes de aviones mejoran el conocimiento de la situación y personalizan la interfaz hombre-máquina para aumentar la seguridad.
Las cabinas de vidrio modernas pueden incluir sistemas de visión de vuelo mejorados (EFVS). Los sistemas de visión sintética muestran una representación tridimensional realista del mundo exterior (similar a un simulador de vuelo), basada en una base de datos del terreno y características geofísicas junto con la información de altitud y posición recopilada de los sistemas de navegación de la aeronave. Los sistemas de visión de vuelo mejorados añaden información en tiempo real procedente de sensores externos, como una cámara de infrarrojos.
Todos los aviones de línea nuevos, como el Airbus A380, el Boeing 787 y los aviones privados como Bombardier Global Express y Learjet, utilizan cabinas de cristal.

### Aviación general
Muchos aviones modernos de aviación general están disponibles con cabinas de cristal. Sistemas como el Garmin G1000 ahora están disponibles en muchos aviones GA nuevos, incluido el clásico Cessna 172. Muchos aviones pequeños también pueden modificarse en posproducción para reemplazar los Instrumentos analógico|instrumentos analógicos.
Las cabinas de vidrio también son populares como adaptación para aviones privados y turbohélices más antiguos, como Dassault Falcon, Raytheon Hawkers, Bombardier Challenger, Cessna Citations, Gulfstream, King Air, Learjet, Astras y muchos otros. Las empresas de servicios de aviación trabajan en estrecha colaboración con los fabricantes de equipos para abordar las necesidades de los propietarios de estas aeronaves.

### Consumo, investigación, hobby y recreativa en la Aviación
Hoy en día, los teléfonos inteligentes y las tabletas utilizan miniaplicaciones, o "apps", para controlar de forma remota dispositivos complejos, mediante una interfaz de radio WiFi. Demuestran cómo se está aplicando la idea de la "cabina de vidrio" a los dispositivos de consumo. Las aplicaciones incluyen vehículos aéreos no tripulados de juguete que utilizan la pantalla táctil de una tableta o teléfono inteligente para emplear todos los aspectos de la "cabina de vidrio" para la visualización de instrumentos y vuelo por cable para el control de aeronaves.

### Vuelos espaciales
La idea de la cabina de vidrio fue noticia en revistas especializadas de los años 80, como Aviation Week & Space Technology, cuando la NASA anunció que sustituiría la mayoría de los instrumentos de vuelo electromecánicos de los transbordadores espaciales por componentes de cabina de vidrio. Los artículos mencionaban cómo los componentes de vidrio de la cabina tenían el beneficio adicional de ser unos cientos de libras más livianos que los instrumentos de vuelo y sistemas de soporte originales utilizados en los transbordadores espaciales. El transbordador espacial Atlantis fue el primer orbitador equipado con una cabina de vidrio en 2000 con el lanzamiento de la STS-101. El TE-Columbia fue el segundo orbitador con cabina de cristal en el STS-109 en 2002, seguido por el TE-Discovery en 2005 con STS-114, y TE-Endeavour en 2007 con STS-118.
La nave espacial Orion de la NASA utilizará cabinas de vidrio derivadas del Boeing 787 Dreamliner.

## Seguridad

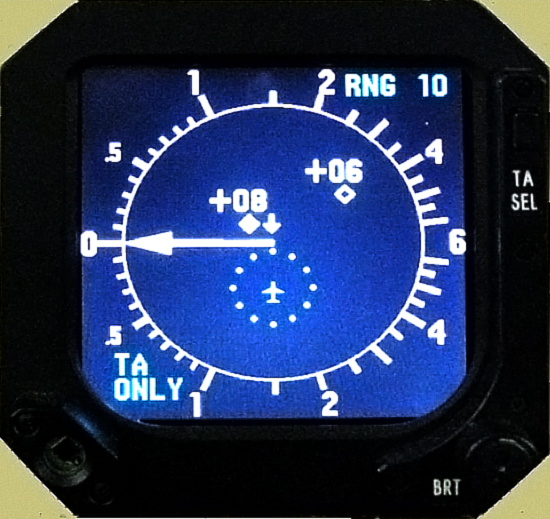
Un indicador TCAS

Como el funcionamiento de las aeronaves depende de sistemas de cabina de cristal, las tripulaciones de vuelo deben estar capacitadas para afrontar las averías. La familia Airbus A320 ha sufrido cincuenta incidentes en los que se perdieron varias visualizaciones de vuelo.
El 25 de enero de 2008, el Vuelo 731 de United Airlines experimentó una grave falla en la cabina de cristal, perdiendo la mitad de las pantallas del Monitor electrónico centralizado de aeronaves (ECAM), así como todas las radios, transpondedores, Sistema para evitar colisiones de tráfico (TCAS) e indicadores de altitud. Los pilotos pudieron aterrizar en el aeropuerto de Newark sin contacto por radio con buen tiempo y condiciones de luz diurna.
Airbus ha ofrecido una solución opcional, que la Junta Nacional de Seguridad en el Transporte (NTSB) de Estados Unidos ha sugerido a la Administración Federal de Aviación (FAA) de Estados Unidos como obligatoria, pero la FAA aún no la ha convertido en un requisito. Está disponible una hoja informativa preliminar de la NTSB. Debido a la posibilidad de una falla, los aviones con cabina de cristal también tienen un sistema de instrumentos de reserva integrado que incluye (como mínimo) un horizonte artificial, un altímetro y un indicador de velocidad aérea, es electronicamente separado de los instrumentos principales y puede funcionar durante varias horas con una batería de respaldo.
En 2010, la NTSB publicó un estudio realizado sobre 8,000 aviones ligeros de aviación general. El estudio encontró que, aunque los aviones equipados con cabinas de cristal tenían una tasa general de accidentes más baja, también tenían una mayor probabilidad de verse involucrados en un accidente fatal.  El presidente de la NTSB dijo en respuesta al estudio:

La capacitación es claramente uno de los componentes clave para reducir la tasa de accidentes de aviones ligeros equipados con cabinas de cristal, y este estudio demuestra claramente la importancia de vida o muerte de la apropiación y las herramientas de gestión de vuelo que los aviones equipados con cabinas de vidrio aportan a la comunidad de la aviación general deberían reducir el número de accidentes mortales, pero lamentablemente no hemos visto que eso suceda.

## Diferentes tipos de pantallas
- Los  EFIS (Electronic flight Instrument System) designan a las pantallas que incluyen las informaciones de pilotaje y de navegación. Hay una pareja de ellos para cada piloto. Estos son:  
  - PFD (Primary Flight Display): presentación de los parámetros de vuelo (altitud, velocidad, Attitude Indicator, Similar al horizonte artificial, rumbo, etc.)
  - ND (Navigation Display): presentación de los parámetros de ruta (plan de vuelo, Waypoint, Balizas radio (VOR), etc.)

- Por otra parte existen los siguientes, de los cuales hay uno de cada uno, en la parte central.

- EICAS (Boeing) (Electronic Indicating and Crew Alerting System) o ECAM (Airbus)(Electronic Centralized Aircraft Monitoring), que representan los siguientes:

- - EWD (Engine / Warning Display): Parámetros del motor indispensables, mensajes de alerta y verificaciones a efectuar como consecuencia de los anteriores.

- - SD (System Display): presentación esquemática  sinóptica de los sistemas principales de la aeronave (combustible, hidráulico, electricidad, acondicionamiento de aire, etc.).

Los pilotos pueden en cada momento seleccionar las pantallas adicionales, por ejemplo el plano de aeropuerto (TDS: Taxi Display System) o un corte vertical del plan de vuelo (VD: Vertical Display).
Estas pantallas se pueden seleccionar desde el FCU (Airbus) (Flight Control Unit) o MCP (Main Control Panel) situado en la zona superior central del panel de instrumentos, y que entre otras cosas gobierna al piloto automático (AP).